# 李鹤鹏
李鹤鹏（1954年—），出生於天津市。現任天津工程机械研究院、中国工程机械总公司及鼎盛天工工程机械股份有限公司董事長兼總裁。

## 生平
他分別在1999年委任旗下天津工程机械研究院、2005年委任旗下中国工程机械总公司、以及2003年委任鼎盛天工工程机械股份有限公司管理層至今。

## 相關連結
- 天工院李鹤鹏：立于高起点 实现新跨越 第一工程机械网 （页面存档备份，存于）
- 李鹤鹏：鼎盛正不断迎接辉煌 中国设备网 （页面存档备份，存于）